# Dreiband-Europameisterschaft 1947

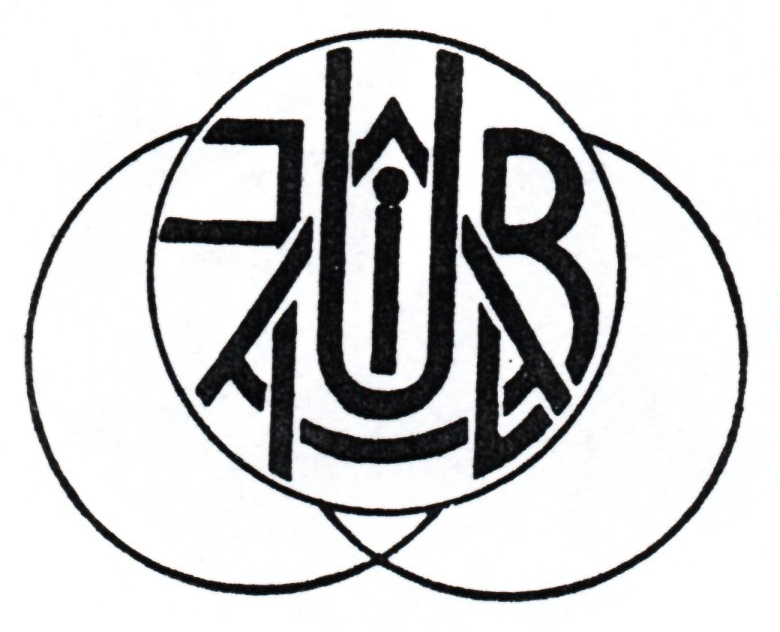
Logo UIFAB (ausrichtender Verband)

Die Dreiband-Europameisterschaft 1947 war das vierte Turnier in dieser Disziplin des Karambolage und fand, vom 22. bis zum 25. Mai 1947, in Brüssel statt.

## Geschichte
Erstmals, seit Beginn der Europameisterschaft 1932, sank die Teilnehmerzahl auf acht Spieler. Der Franzose Alfred Lagache gewann zum dritten Mal in Folge das Turnier. Während er bei den vorangegangenen Titeln stets ohne Spielverlust siegte, musste er bei diesem Turnier ein Spiel abgeben und eins ging unentschieden aus. Er gewann schließlich mit nur einem Punkt Vorsprung vor dem Zweiten, René Vingerhoedt aus Belgien. Lagache sicherte sich zudem den besten GD und Einzeldurchschnitt (BED) des Turniers, den er gleichzeitig auf die neue Bestmarke von 1,111 hochschraubte. Zwischen Vingerhoedt und dem Drittplatzierten Spanier Claudio Puigvert musste, bei Punktegleichstand, der bessere Generaldurchschnitt (GD) über die Platzierung entscheiden.

## Modus
Gespielt wurde „Jeder gegen Jeden“ bis 50 Punkte mit Nachstoß/Aufnahmegleichheit.

## Abschlusstabelle
| MP    | Match Points (Sieger = 2; Unentschieden = 1; Verlierer = 0) |
| Pkte. | Erzielte Karambolagen                                       |
| Aufn. | Benötigte Versuche                                          |
| GD    | Generaldurchschnitt                                         |
| BED   | Bester Einzeldurchschnitt eines Spielers                    |
| HS    | Höchstserie                                                 |
|       | Bester GD des Turniers                                      |
|       | Bester ED des Turniers                                      |
|       | Beste HS des Turniers                                       |
|       | 1. Platz (Gold)                                             |
|       | 2. Platz (Silber)                                           |
|       | 3. Platz (Bronze)                                           |

| Endklassement              | Endklassement    | Endklassement | Endklassement | Endklassement | Endklassement | Endklassement | Endklassement |
| Platz                      | Name             | MP            | Pkte.         | Aufn.         | GD            | BED           | HS            |
| -------------------------- | ---------------- | ------------- | ------------- | ------------- | ------------- | ------------- | ------------- |
| 1                          | Alfred Lagache   | 11:3          | 342           | 442           | 0,773         | 1,111         | 6             |
| 2                          | René Vingerhoedt | 10:4          | 326           | 431           | 0,756         | 0,961         | 7             |
| 3                          | Claudio Puigvert | 10:4          | 333           | 501           | 0,664         | 0,757         | 5             |
| 4                          | Léonard Dessart  | 8:6           | 332           | 462           | 0,718         | 0,833         | 6             |
| 5                          | Roger Hanoun     | 7:7           | 335           | 490           | 0,683         | 0,714         | 6             |
| 6                          | Piet de Leeuw    | 6:8           | 299           | 510           | 0,586         | 0,847         | 8             |
| 7                          | Jean Faniel      | 2:12          | 302           | 502           | 0,601         | 0,632         | 6             |
| 8                          | Arnoud Sengers   | 2:12          | 287           | 492           | 0,583         | 0,769         | 7             |
| Turnierdurchschnitt: 0,667 |                  |               |               |               |               |               |               |